# Crnogorska republička nogometna liga 1952./53.
Republička liga Crne Gore (Crnogorska republička nogometna liga) je bila liga drugog stupnja nogometnog prvenstva Jugoslavije u sezoni 1952./53. 
 Sudjelovalo je 8 klubova, a prvak je bila "Budućnost" iz Titograda (današnja Podgorica). 
 
Prvenstvo je igrano u kalendarskoj (1953.) godini. Počelo je 8. ožujka. Trebalo se održati u dvije grupe, međutim poslije dobivanja povlastice do 75 posto na vožnju autobusima, jedinom prijevoznom sredstvu u ovoj republici, nogometni savez Crne Gore je donio odluku da se prvenstvo odvija u okviru jedne republičke lige, po duplom bod-sistemu.

## Kvalifikacije za ulazak u ligu
Dok se sedam članova plasiralo izravno, Mornar je u sezoni 1953. izborio sudjelovanje kroz kvalifikacije.
| 1. kolo                 | 1. kolo | 1. kolo                   |     |     |
| ----------------------- | ------- | ------------------------- | --- | --- |
| Gorštak (Kolašin)       | –       | Breznik (Pljevlja)        | 3:0 |     |
| Jedinstvo (Herceg Novi) | –       | Bokeljska pobuna (Bijela) | 3:0 |     |
| 2. kolo                 |         |                           |     |     |
| Jedinstvo (Herceg Novi) | –       | Mornar (Bar)              | 2:4 |     |
| Gorštak (Kolašin)       | –       | Mladost (Titograd)        | 0:3 |     |
| Finale                  |         |                           |     |     |
| Mladost (Titograd)      | –       | Mornar (Bar)              | 1:1 | 0:5 |

## Ljestvica
| mj.    | klub               | ut. | pob. | ner. | por. | gol+ | gol- | bod |
| ------ | ------------------ | --- | ---- | ---- | ---- | ---- | ---- | --- |
| 1.     | Budućnost Titograd | 14  | 11   | 1    | 2    | 55   | 14   | 23  |
| 2.     | Lovćen Cetinje     | 14  | 9    | 3    | 2    | 54   | 13   | 21  |
| 3.     | Radnički Ivangrad  | 14  | 9    | 1    | 4    | 39   | 19   | 19  |
| 4.     | Sutjeska Nikšić    | 14  | 7    | 3    | 4    | 32   | 17   | 17  |
| 5.     | Iskra Danilovgrad  | 14  | 4    | 2    | 8    | 20   | 58   | 10  |
| 6.     | Bokelj Kotor       | 14  | 2    | 5    | 7    | 18   | 37   | 9   |
| 7.     | Arsenal Tivat      | 14  | 4    | 1    | 9    | 26   | 48   | 9   |
| 8.     | Mornar Bar         | 14  | 1    | 2    | 11   | 12   | 46   | 4   |
| Izvori |                    |     |      |      |      |      |      |     |

- Viši rang:
  - Budućnost (Titograd) je igrala kvalifikacije za Prvu saveznu ligu u grupi sa Rabotničkim iz Skoplja (Makedonija) i Radničkim iz Beograda (Srbija) – nije uspela, kvalifikovala se za obnovljenu Drugu saveznu ligu - direktno
  - Lovćen (Cetinje) je igrao kvalifikacije za Drugu saveznu ligu u grupi sa predstavnicima Srbije Mačvom (Šabac) i Napretkom (Kruševac) te Rabotnikom iz Bitolja (Makedonija),osvojio je drugo mesto u uspeo, po prvi put da postane drugoligaš.

- Ispali:
  - Niko

- Novi članovi:
  - Breznik (Pljevlja) i Jedinstvo (Bijelo Polje)

- Napomena:
  - Ivangrad – tadašnji naziv za Berane
  - Titograd – tadašnji naziv za Podgoricu

## Rezultatska križaljka
| kratica | klub               | ARS | BOK | BUD | ISK | LOV | MOR | RAD | SUT |
| --- | ------------------ | --- | --- | --- | --- | --- | --- | --- | --- |
| ARS | Arsenal Tivat      |     |     |     |     |     |     |     |     |
| BOK | Bokelj Kotor       |     |     |     |     |     |     |     |     |
| BUD | Budućnost Titograd |     |     |     |     |     |     |     |     |
| ISK | Iskra Danilovgrad  |     |     |     |     |     |     |     |     |
| LOV | Lovćen Cetinje     |     |     |     |     |     |     |     |     |
| MOR | Mornar Bar         |     |     |     |     |     |     |     |     |
| RAD | Radnički Ivangrad  |     |     |     |     |     |     |     |     |
| SUT | Sutjeska Nikšić    |     |     |     |     |     |     |     |     |
| |                    |     |     |     |     |     |     |     |     |
| podebljan rezultat - utakmice od 1. do 7. kola (1. utakmica između klubova) rezultat normalne debljine - utakmice od 8. do 14. kola (2. utakmica između klubova) rezultat nakošen - nije vidljiv redoslijed odigravanja međusobnih utakmica iz dostupnih izvora rezultat nakošen i smanjen * - iz dostupnih izvora nije uočljiv domaćin susreta prekrižen rezultat - poništena ili brisana utakmica p - utakmica prekinuta 3:0 p.f. / 0:3 p.f. - rezultat 3:0 bez borbe n.i. - nije igrano |                    |     |     |     |     |     |     |     |     |

 Izvori: 

## Unutrašnje poveznice
- 2. ligaški rang 1952./53.